# リチャード・E・ベルマン
リチャード・アーネスト・ベルマン（英: Richard Ernest Bellman、1920年8月26日 - 1984年3月19日）は、応用数学者であり、1953年の動的計画法の考案で知られている。他にも数学の様々な分野に重要な貢献をしている。

## 経歴
1920年、ニューヨークで生まれる。父はブルックリンのプロスペクトパーク付近で小さな食料雑貨店を営んでいた。1937年、高校を卒業後、ブルックリンカレッジで数学を専攻し、1941年に学士号を取得。その後、ウィスコンシン大学マディソン校で修士号を取得。第二次世界大戦中はロスアラモス国立研究所の理論物理学部門で働いた。1946年、プリンストン大学で博士号を取得。指導教官はソロモン・レフシェッツ。
南カリフォルニア大学で教授として勤務。1975年にはアメリカ芸術科学アカデミーのフェロー、1977年には全米技術アカデミーの会員に選ばれた。

## 受賞歴
- 1970年 ディクソン賞科学部門、ノーバート・ウィーナー応用数学賞
- 1976年 ジョン・フォン・ノイマン理論賞
- 1979年 IEEE栄誉賞 受賞理由は「決定プロセスと制御システム論への貢献、特に動的計画法の創造と応用に対して」である。特に重要な業績はベルマン方程式。

## 業績

### ベルマン方程式
ベルマン方程式は、動的計画法と呼ばれる数学的最適化手法に関する最適性の必要条件である。最適制御理論で解けるほとんどの問題は、適切なベルマン方程式を解析することでも解ける。ベルマン方程式はまず工学における制御理論や他の応用数学の問題に適用され、その後経済学でも重要な道具となった。

### ハミルトン-ヤコビ-ベルマン方程式
ハミルトン-ヤコビ-ベルマン方程式 (HJB) は、最適制御理論の中核をなす偏微分方程式である。HJB方程式の解を「価値関数」と呼び、ある力学系とそのコスト関数を与えられたとき、その最適コストを与える。最速降下問題などの古典的問題もこの手法で解くことができる。
この方程式は動的計画法の理論的研究の成果であり、それはベルマンが同僚と共に1950年代から先駆的に研究していた分野である。これの離散時間版が一般にベルマン方程式と呼ばれている。また、連続時間版は古典物理学の初期の成果を拡張したハミルトン-ヤコビ方程式であり、ウィリアム・ローワン・ハミルトンとカール・グスタフ・ヤコブ・ヤコビが定式化した。

### 次元の呪い
「次元の呪い (curse of dimensionality)」という言葉はベルマンが作ったもので、（数学的）空間の次元を追加していくと、体積が指数関数的に増大し、それによって問題が発生することを表したものである。次元の呪いという言葉に含まれているのは、ベルマン方程式の数値解法で価値関数の状態変数が増えると、計算量が爆発的に増えていくという問題である。
例えば、単位区間に0.01間隔で標本点を設定すると、100の標本点が必要である。これを10次元の単位超立方体で同じく0.01間隔で標本点を設定すると、1020 の標本点が必要になる。すなわちある意味では、10次元の単位超立方体は単位区間の1018倍の大きさだと言うこともできる。

### ベルマン-フォード法
ベルマン-フォード法は最短経路問題を解くアルゴリズムである。重み付けが常に正の場合はダイクストラ法の方が高速だが、負の重み付けも許容するような問題ではベルマン-フォード法を使う。

## 著作
ベルマンは生涯の中で619の論文と39の著書を書いている。脳外科手術を受けたにもかかわらず、晩年の11年間で100以上の論文を発表している。以下は主な著作である。
- 1959年 Asymptotic Behavior of Solutions of Differential Equations
- 1961年 An Introduction to Inequalities
- 1961年 Adaptive Control Process
- 1962年 Applied Dynamic Programming
- 1967年 Introduction to the Mathematic Theory of Control Process
- 1970年 Algorithms, Graphs and computers
- 1972年 Dynamic Programming and Partial Differential Equations
- 1982年 Mathematical Aspects of Scheduling and Applications
- 1983年 Mathematical Methods in Medicine
- 1984年 Partial differential Equations
- 1984年 Eye of the Hurricane, an Autobiography, World Scientific Publishing.
- 1985年 Artificial Intelligence
- 1995年 Modern Elementary Differential Equations
- 1997年 Introduction to Matrix Analysis
- 2003年 Dynamic Programming
- 2003年 Perturbation Techniques in Mathematics, Engineering and Physics
- 2003年 Stability Theory of differential Equations